# Mišjakinjica
Mišjakinjica (lat. Minuartia), biljni rod iz porodice Caryophyllaceae, dio je tribusa Sagineae.
Pripada mu šezdesetak vrsta trajnica u Aziji, Europi i Africi.
U Hrvatskoj se navodei nekoliko vrsta, okrugla mišjakinjica (M. globulosa), svijena mišjakinjica (M. recurva), čekinjasta mišjakinjica (M. setacea). Ostale vrste ili su sinonimi ili su prebačene u druge rodove. To su:
- Minuartia capillacea (All.) Graebn. vlasasta mišjakinjica, sinonim je za Cherleria capillacea (All.) A.J.Moore & Dillenb.
- Minuartia fastigiata (Sm.) Rchb. , mišjakinja kitasta, sinonim za M. mucronata (L.) Schinz & Thell.
- Minuartia glaucina Dvořáková, sinonim za Sabulina glaucina.
- Minuartia graminifolia (Ard.) Jav., travolistna mišjakinjica sinonim za Mcneillia graminifolia (Ard.) Dillenb. & Kadereit
- Minuartia hybrida (Vill.) Schischk., uskolisna mišjakinjica sinonim za S. tenuifolia subsp. tenuifolia.
- Minuartia laricifolia Schinz. et Thell., sin. za Cherleria laricifolia (L.) Iamonico
- Minuartia mediterranea (Link.) K. Malý, sredozemna mišjakinjica, sinonim za Sabulina mediterranea (Ledeb. ex Link) Rchb.
- Minuartia rubra (Scop.) McNeill, šiljasta mišjakinjica, sinonim za Minuartia mucronata (L.) Schinz & Thell.
- Minuartia sedoides (L.) Hiern, jastučasta mišjakinjica , sinonim za Cherleria sedoides L.
- Minuartia verna (L.) Hiern, proljetna mišjakinjica , sinonim za Sabulina verna (L.) Rchb.
- Minuartia viscosa (Schreb.) Schinz et Thell., ljepljiva mišjakinjica , sinonim za Sabulina viscosa (Schreb.) Rchb.

## Vrste
1. Minuartia abchasica Schischk.
2. Minuartia adenotricha Schischk.
3. Minuartia akinfiewii (Schmalh.) Woronow ex Grossh.
4. Minuartia aksoyi Koç & Hamzaoglu
5. Minuartia alpuensis Cilden & Altinözlü
6. Minuartia anatolica (Boiss.) Woronow
7. Minuartia athoa (Griseb.) Kamari
8. Minuartia bosniaca (Beck) K.Malý
9. Minuartia bulgarica (Velen.) Graebn.
10. Minuartia buschiana Schischk.
11. Minuartia campestris L.
12. Minuartia confusa (Heldr. & Sart.) Maire & Petitm.
13. Minuartia corymbulosa (Boiss. & Balansa) McNeill
14. Minuartia decipiens (Fenzl) Bornm.
15. Minuartia dichotoma L.
16. Minuartia ebracteolata Majumdar & G.S.Giri
17. Minuartia ellenbeckii (Engl.) M.G.Gilbert
18. Minuartia erythrosepala (Boiss.) Hand.-Mazz.
19. Minuartia eurytanica (Boiss. & Heldr.) Hand.-Mazz.
20. Minuartia euxina Klokov
21. Minuartia filifolia (Forssk.) Mattf.
22. Minuartia funkii (Jord.) Graebn.
23. Minuartia globulosa (Labill.) Schinz & Thell.
24. Minuartia glomerata (M.Bieb.) Degen
25. Minuartia granuliflora (Fenzl) Grossh.
26. Minuartia greuteriana Kamari
27. Minuartia hamata (Hausskn. & Bornm.) Mattf.
28. Minuartia hamzaoglui Koç & Aksoy
29. Minuartia hirsuta (M.Bieb.) Hand.-Mazz.
30. Minuartia innominata McNeill
31. Minuartia intermedia (Boiss.) Hand.-Mazz.
32. Minuartia isaurica McNeill
33. Minuartia janevii Panov
34. Minuartia kitanovii Panov
35. Minuartia krascheninnikovii Schischk.
36. Minuartia leucocephala (Boiss.) Mattf.
37. Minuartia leucocephaloides (Bornm.) Bornm.
38. Minuartia libanotica (Boiss.) Bornm.
39. Minuartia mairei Quézel
40. Minuartia meyeri (Boiss.) Bornm.
41. Minuartia micrantha Schischk.
42. Minuartia montana L.
43. Minuartia mucronata (L.) Schinz & Thell.
44. Minuartia multinervis (Boiss.) Bornm.
45. Minuartia nifensis McNeill
46. Minuartia palyzanica Proskur.
47. Minuartia parvulorum Rech.f.
48. Minuartia pauciflora (Kit.) Dvoráková
49. Minuartia perdita Dvoráková
50. Minuartia recurva (All.) Schinz & Thell.
51. Minuartia rostrata (Pers.) Rchb.
52. Minuartia rumelica Panov
53. Minuartia sandwithii Maire & N.D.Simpson
54. Minuartia sclerantha (Fisch. & C.A.Mey.) Thell.
55. Minuartia setacea (Thuill.) Hayek
56. Minuartia sintenisii (H.Lindb.) Rech.f.
57. Minuartia stereoneura Mattf.
58. Minuartia stojanovii (Kitan.) Kozuharov & Kuzmanov
59. Minuartia strandjensis Panov
60. Minuartia tchihatchewii (Boiss.) Hand.-Mazz.
61. Minuartia tenuissima (Pomel) Mattf.
62. Minuartia torosensis Koç & Hamzaoglu
63. Minuartia tricostata A.P.Khokhr.
64. Minuartia turcica Koç
65. Minuartia valedictionis McNeill
66. Minuartia woronowii Schischk.

## Sinonimi
- Alsine Gaertn.; Fruct. Sem. Pl. 2: 223 (1791), nom. illeg.
- Queria Loefl.; It. Hisp. 48 (1752)
- Alsinanthe (Fenzl) Rchb.; Dt. Bot. Herb.-Buch 205 (1841)
- Alsinopsis Small; Fl. S. E. U. S. 491 (1903)
- Phlebanthia Rchb.; Deut. Bot. Herb.-Buch: 205 (1843)
- Xeralsine Fourr.; Ann. Soc. L. Lyon, n. s. 16: 347 (1868)